# أولاد سيدي بلقاسم (بركين)
أولاد سيدي بلقاسم هي إحدى مشيخات المملكة المغربية، تتبع جغرافيا لإقليم جرسيف وإداريًا لبركين. يقدر عدد سكانها بـ 2359 نسمة حسب الإحصاء الرسمي للسكان والسكنى لسنة 2004.